# 唐顺陵
顺陵为武周皇家陵寝之一，为武则天母亲荣国夫人杨氏墓。位于雍州咸阳县（今陕西省咸阳市东北18公里陈家村南）。
杨氏在唐高宗咸亨元年（670年）去世，葬在咸阳。永昌元年（689年），武则天称制，追尊母亲为忠孝太后，改墓为明义陵，父亲武士彠在山西文水县的墓为章德陵。天授元年，武则天称帝，追尊母亲为明高皇后。改明义陵为顺陵，章德陵为昊陵。唐睿宗和唐玄宗在710年、713年两次废除陵号。
顺陵陵园呈矩形，占地110万平方米。原有两层围墙，已经毁坏。东南西北都有门。陵墓高12.6米，占地三亩。陵内有石人、石马、石羊、石狮、独角兽等，雕刻精细。残碑七块，今存于咸阳市博物馆。